# Прозорово (Костромская область)
Прозорово — деревня в Кадыйском районе Костромской области. Входит в состав Завражного сельского поселения.

## География
Находится в юго-восточной части Костромской области на расстоянии приблизительно 41 км на юг по прямой от районного центра поселка Кадый недалеко от левого берега Волги.

## История
Известна была с 1872 года как деревня с 11 дворами, в 1907 году отмечено было 14 дворов. В советское время работали колхозы «Заря коммуны» и им. Ленина.

## Население
Постоянное население составляло 59 человек (1872 год), 53 (1897), 72 (1907), 25 в 2002 году (русские 100 %), 12 в 2022.